# Henryk Bereska

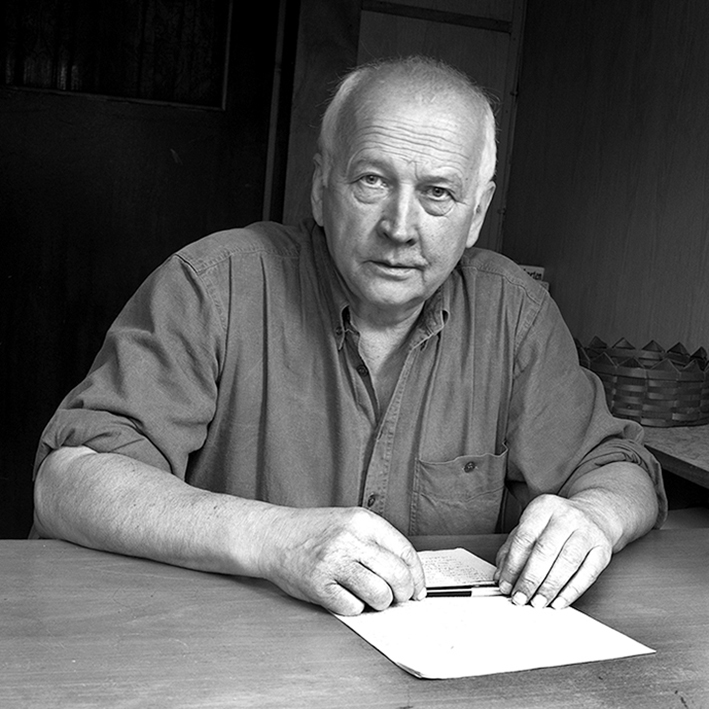
Henryk Bereska (1995)

Henryk Bereska (* 17. Mai 1926 in Szopienice bei Katowice; † 11. September 2005 in Berlin; eigentlich Heinrich Bereska) war ein deutscher Schriftsteller und Übersetzer polnischer Literatur.

## Leben und Werk
Geboren in einer zweisprachigen Arbeiterfamilie in Oberschlesien ließ er sich nach dem Zweiten Weltkrieg in der DDR nieder und studierte Germanistik und Slawistik an der Humboldt-Universität zu Berlin. Bis 1955 war er Redakteur des Aufbau-Verlages, bis er aus politischen Gründen ausschied. Seitdem lebte er als freier Übersetzer in Berlin-Mitte und dem märkischen Kolberg.
Bereska gehörte zu den Mitunterzeichnern gegen die Ausbürgerung von Wolf Biermann. Er hat seine Unterschrift nicht zurückgezogen, trotz Schwierigkeiten, so durfte er zeitweilig nicht nach Polen reisen und seine Frau wurde drangsaliert.
Bereska war neben Karl Dedecius der wichtigste Übersetzer polnischer Literatur in Deutschland. Er übertrug eine dreistellige Anzahl von Büchern und Gedichtbänden ins Deutsche, darunter so bekannte Namen wie Zbigniew Herbert, Tadeusz Różewicz und Adam Zagajewski.
Zudem wirkte er unermüdlich für die Förderung polnischer Schriftsteller in Deutschland.
Eigene Aphorismen und Gedichte veröffentlichte er ab 1963 in Anthologien und Zeitschriften. 1980 erschien sein erster eigener Gedichtband in Westberlin. Seit 1990 erscheinen seine Gedichte und Aphorismen in der Corvinus Presse Berlin. Er war Mitglied der Neuen Gesellschaft für Literatur (NGL) und von 1992 bis 1993 in deren Vorstand gewählt worden.
Für seine Verdienste wurde er im Jahr 2000 mit dem Hans-Sahl-Preis, 2001 mit dem Samuel-Bogumil-Linde-Preis und 2005 mit dem Transatlantyk-Preis des polnischen Buchinstituts ausgezeichnet. 2002 erhielt er die Ehrendoktorwürde der Universität Breslau. Hinzu kamen weitere staatliche Auszeichnungen aus Deutschland (Verdienstkreuz am Bande der Bundesrepublik Deutschland, 1997, auf Vorschlag seines Verlegers Hendrik Liersch) und Polen (Kommandeurskreuz zum Verdienstorden der Republik Polen, 1998). 2002 war er Burgschreiber der Gemeinde Beeskow. Weitere Stipendien in Ahrenshoop, Krokow, Straelen und Wiepersdorf. Bereska fuhr mehrfach auf dem deutsch-polnischen Poetendampfer mit, im Jahr 2000 war er Teilnehmer am internationalen Lyrikfestival in Struga (Mazedonien).
Sein Archiv übergab er als Vorlass bereits im Frühjahr 2004 dem Karl Dedecius Archiv der Europa-Universität Viadrina in Frankfurt (Oder).
Henryk Bereska verstarb im September 2005 in Berlin im Alter von 79 Jahren.

## Werke (Auswahl)
als Autor
- Ausgewählte Werke in drei Bänden. Corvinus Presse, Berlin

1. Märkische Gedichte. ISBN 3-910172-38-5.
2. Und wenn die mageren Jahre die Fetten waren?. ISBN 3-910172-46-6 (mit einem Vorwort von Günter Kunert und Zeichnungen von H. Hussel, Aphorismen)
3. Das schwer verwischbare Zeugnis. Verstreute Gedichte. ISBN 3-910172-50-4.

- Berliner Spätlese. Kneipengedichte. Corvinus Presse, Berlin, ISBN 3-910172-04-0.
- Burgschreiber zu Beeskow. Märkische Streifbilder. Aphaia-Verlag, Berlin 2003, ISBN 3-926677-40-6.
- Gilda Bereska (Hrsg.): Der Himmel legt die Stirn in Falten. Gedichte, Aphorismen, Zeichnungen. Aphaia-Verlag, Berlin 2006, ISBN 3-926677-50-3 (Zeichnungen von Ralf Bergner).
- Kolberger Hefte. Die Tagebücher von Henryk Bereska 1967–1990. Edition Büchergilde, Frankfurt/M. 2008, ISBN 3-940111-39-2.
- Lautloser Tag. Gedichte. Verlag AmBEATion, Berlin 1980 (mit 7 Offsetlithogr. von Dieter Viehöfer u. e. Text von Werner Kilz).
- Mitlesebuch. Aphaia-Verlag, Berlin 2002.

als Übersetzer
- 1953: Adam Mickiewicz Lesebuch
- 1955: Józef Ignacy Kraszewski – Tagebuch eines jungen Edelmannes
- 1956: Kazimierz Brandys – Verteidigung von Grenada
- 1958: Leon Kruczkowski – Pfauenfedern
- 1961: Jerzy Andrzejewski – Asche und Diamant
- 1963: Jarosław Iwaszkiewicz – Die Mädchen von Wilko
- 1965: Kazimierz Strzalka nach Stanislaw Wygodzki – Das Wunschkonzert, Hörspiel[1]
- 1968: Jerzy Stefan Stawiński – Fehldiagnose
- 1969: Der goldene Brunnen (Polnische Märchen)
- 1970: Die Farnblüte (Polnische Volksmärchen)
- 1970: Jarosław Iwaszkiewicz – Das Mädchen und die Tauben
- 1972: Kazimierz Brandys – Kleines Buch
- 1974: Tadeusz Różewicz – Stücke
- 1974: Bolesław Prus – Der Geizhals
- 1974: Bogdan Wojdowski – Brot für die Toten
- 1975: Polnische Lyrik aus fünf Jahrhunderten
- 1976: Stanisław Wyspiański – Die Hochzeit
- 1978: Jan Kochanowski – Ausgewählte Dichtungen
- 1982: Stanisław Ignacy Witkiewicz – StückeJerzy Andrzejewski – Siehe, er kommt und hüpft über die BergeJerzy Andrzejewski – Die Pforten des Paradieses
- 1989: Cyprian Kamil Norwid – Das Geheimnis des Lord Singleworth
- 1990: Kazimierz Brandys – Der Einfall
- 1995: Jerzy Górzański – Das Flugzeug, Hörspiel[2]
- 1995: Adam Zagajewski – Zwei Städte
- 2000: Tadeusz Różewicz – Recycling

Essay
- 1996: Die Welt kommt zu ihm – Peter Huchel[3]

Anthologien
- 1963: Neue Texte. Almanach für deutsche Literatur., Aufbau-Verlag, Berlin
- 2021: Mit Arnim spazieren: Schloss Wiepersdorf – Poesie eines Dichterortes, Hrsg. Katja Stahl, Wallstein Verlag, Göttingen, ISBN 978-3-8353-3936-1